# Chloé Galet
Chloé Galet (* 30. August 2001 in Fourmies) ist eine französische Leichtathletin, die sich auf den Sprint spezialisiert hat.

## Sportliche Laufbahn
Erste internationale Erfahrungen sammelte Chloé Galet im Jahr 2022, als sie bei den U23-Mittelmeer-Meisterschaften in Pescara in 11,51 s die Goldmedaille im 100-Meter-Lauf gewann. Im Jahr darauf belegte sie bei den U23-Mittelmeer-Hallenmeisterschaften in Valencia in 7,48 s den vierten Platz über 60 Meter und im Juli schied sie bei den U23-Europameisterschaften in Espoo mit 12,23 s in der ersten Runde über 100 Meter aus. Bei den World Athletics Relays 2024 auf den Bahamas wurde sie mit der französischen 4-mal-100-Meter-Staffel in 42,75 s Zweite hinter dem US-amerikanischen Team. Im August nahm sie mit der Staffel an den Olympischen Sommerspielen in Paris teil und gelangte dort mit 42,23 s im Finale auf Rang vier. Bei den World Athletics Relays 2025 sicherte sie der 4-mal-100-Meter-Staffel einen Startplatz bei den Weltmeisterschaften in Tokio. Im Juli belegte sie bei den World University Games in Bochum in 11,61 s den fünften Platz über 100 Meter.

## Persönliche Bestleistungen
- 100 Meter: 11,11 s (+1,6 m/s), 29. Juni 2024 in Angers
  - 60 Meter (Halle): 7,29 s, 8. Februar 2024 in Metz
- 200 Meter: 23,31 s (+1,3 m/s), 30. Juni 2024 in Angers